# Ḩaqnābād
Ḩaqnābād (persiska: حقن آباد) är en ort i Iran.   Den ligger i provinsen Khorasan, i den nordöstra delen av landet, 700 km öster om huvudstaden Teheran. Ḩaqnābād ligger 1 125 meter över havet och antalet invånare är 646.
Terrängen runt Ḩaqnābād är platt.Runt Ḩaqnābād är det ganska glesbefolkat, med 25 invånare per kvadratkilometer. Närmaste större samhälle är Kat, 4,6 km nordost om Ḩaqnābād. Trakten runt Ḩaqnābād är ofruktbar med lite eller ingen växtlighet.